# Gorno Jabolčište
Gorno Jabolčište (mazedonisch Горно Јаболчиште, albanisch Katund i Epërm) ist ein Dorf im zentralen Teil Nordmazedoniens, das zur Gemeinde Čaška gehört. Die nächstgelegene Stadt ist Veles. Durch das Dorf fließt der Fluss Topolka.

## Geschichte

Karte von Gorno Jabolčište in der Gemeinde Čaška

Gorno Jabolčište war im Mittelalter ein christliches Dorf. Laut einem osmanischen Defter aus den Jahren 1568 und 1569 lebten im Dorf 30 Christen, welche jährlich 1690 Akçe an Steuern zahlten.
Die französischsprachige Statistik Ethnographie des Vilayets d'Andrinople, de Monastir et de Salonique zählte im Jahr 1873 für Gorno Jabolčište 40 Haushalte mit 112 muslimischen Bulgaren (Pomaken). Laut der Statistik des Ethnographen Wassil Kantschow aus dem Jahr 1900 zählte Gorno Jabolčište 350 Einwohner, welche sich allesamt als muslimische Albaner deklarierten.
Im Jahr 1907 gelang es dem serbischen Wojwoden Vasilije Trbić, die einheimischen Albaner und insbesondere ihren Führer Durmiş ağa für eine Zusammenarbeit mit der serbischen bewaffneten Propaganda in Makedonien zu gewinnen.
1927 führte der deutsche Forscher Leonhard Schultze Gorno Jabolčište auf seiner Karte Mazedoniens auf und ordnete es als ein albanisches Dorf ein. Laut der letzten Volkszählung von 2002 lebten in Gorno Jabolčište 1741 Einwohner, davon 1727 Albaner und 14 andere.